# Warszawa Pyry
Warszawa Pyry – nieistniejący już wąskotorowy przystanek osobowy i mijanka w Warszawie. Został otwarty w 1898 roku. Funkcjonował w Piaseczyńskiej Kolei Wąskotorowej na trasie Warszawa Mokotów – Nowe Miasto nad Pilicą. Posiadał co najmniej jeden tor dodatkowy i znajdującą się w zaadaptowanym pudle wagonu towarowego kasę biletową.  